# Work Design Questionnaire
Der Work Design Questionnaire (engl., WDQ) ist ein arbeitspsychologisches Verfahren zur Analyse von Arbeitstätigkeiten und wurde 2006 von Frederick P. Morgeson und Stephen E. Humphrey entwickelt. Er ist eine Erweiterung des personenbezogenen Job Diagnostic Survey und basiert daher ebenso auf der Job-Characteristic-Theorie von Hackman und Oldham zur Förderung intrinsischer Motivation am Arbeitsplatz. Der WDQ erfasst die subjektive Einschätzung von Stelleninhabern im Hinblick auf objektive arbeitspsychologische Merkmale der Arbeitstätigkeit. Viele weitere bedingungsbezogene Arbeitsanalyseverfahren hingegen werden mithilfe von Beobachtungsinterviews erfasst. Die 21 Subskalen erfassen motivationale, soziale und kontextuelle Merkmale. Für die Bearbeitung der insgesamt 77 Items rechnen die Autoren mit einer Dauer von 10–15 Minuten. Seit 2019 gibt es eine deutschsprachige Adaption zum englischen Original von Stegmann, van Dick, Junker und Charalambous. Es gibt auch Übersetzungen in Niederländisch, Spanisch, Polnisch sowie in sieben weiteren nicht veröffentlichten Sprachen.

## Einführung
Der WDQ wurde erstmals von Morgeson und Humphrey im Journal of Applied Psychology im Jahr 2006 vorgestellt. Er ist ein psychologisches Instrument zur Analyse von Arbeitsplätzen. Es gibt keine Begrenzungen auf bestimmte Berufsbranchen oder Tätigkeitsklassen. Der Test kann somit universal im Produktions-, Verwaltungs- und Dienstleistungsbereich eingesetzt werden. Er soll Schwachstellen in Bereichen der Arbeitsgestaltung und Arbeitsorganisation aufdecken, Stärken bzw. Ressourcen eines Arbeitsplatzes identifizieren und kann zur Evaluierung geplanter Umgestaltungsmaßnahmen eingesetzt werden, indem beispielsweise die Wirksamkeit der implementierten Maßnahme überprüft wird. Die 77 Items motivationaler, sozialer und kontextueller Merkmale erfassen die subjektive Einschätzung von Stelleninhabern mit einer Bearbeitungsdauer von 10 bis 15 Minuten.
Der WDQ ist eine Erweiterung des personenbezogenen Job Diagnostic Survey und basiert daher ebenso auf der 1976 untersuchten Job-Characteristic-Theorie von Richard Hackman und Greg Oldham zur Förderung intrinsischer Motivation am Arbeitsplatz. Laut Hackman und Oldham sind Anforderungsvielfalt, Ganzheitlichkeit, Bedeutsamkeit, Autonomie und Feedback, fünf Arbeitsmerkmale, welche Stelleninhaber intrinsisch motivieren sollen.
Aufgrund von Veränderungen, die in der modernen Arbeit und in der Belegschaft auftreten entwickelten bereits Parker, Wall und Cordery im Jahr 2001, sowie Morgeson und Campion im Jahr 2003 eine Ausarbeitung der Job-Characteristic-Theorie, die einen erweiterten Satz von Arbeitsmerkmalen vorschlug. Morgeson und Humphrey bauten 2006 auf dessen Schlussfolgerungen auf und entwickelten den Work Design Questionnaire. Durch die Bewertung bereits bestehender Modelle, sowie spezifischer Arbeitsmerkmale kamen sie zu einem integrativen Satz von 21 Arbeits-Charakteristika, die motivationale - (Aufgaben- und Wissensmerkmale), soziale und kontextuelle Domänen umfassen. Somit beinhaltet der WDQ Arbeitsgestaltungselemente aus den vier von Campion 1988 identifizierten Arbeitsgestaltungsmodellen. Mechanische Arbeitsgestaltungsmodelle wie wissenschaftliche Betriebsführung oder Wirtschaftsingenieurwesen fokussieren sich darauf die Effizienz der Arbeitstätigkeit zu maximieren. Motivationale Modelle wie organisationspsychologische Ansätze konzentrieren sich darauf Arbeitszufriedenheit und Motivation zu maximieren. Das biologische Modell der Ergonomie und Medizinwissenschaften verbessert Arbeitsplatzbedingungen um Komfort und physische Gesundheit zu maximieren und Wahrnehmungsmotorische Modelle aus der Experimentalpsychologie und die Human Factors beziehen sich auf Anforderungen der Arbeit, welche Aufmerksamkeit und Informationen betreffen.

## Entwicklung und Skalen
Bei der Entwicklung des Fragebogens wurden häufig bereits bewährte Items (17 %) verwendet. Ein Großteil wurde jedoch auch angepasst (33 %) oder zur Gänze neu entwickelt (50 %). Um die Merkmale von Arbeitseigenschaften zu identifizieren, wurden die Datenbanken PsycInfo und ABI-Inform nach Artikeln mit Begriffen wie „Arbeitsgestaltung“ oder „Jobmerkmale“ durchsucht. Auch referenzierte Artikel wurden in die Recherche miteinbezogen. Gesamt konnten Morgeson und Humphrey 107 Arbeitseigenschaften aus der Literatur ermitteln. Nach der Anwendung diverser Methoden zur Datenreduzierung wurden 21 Kategorien gebildet. Die Mehrheit der Items ist positiv formuliert, bis auf einige wenige Items der Skala Aufgabenkomplexität und ein Item der Ergonomie-Skala, die zu Gunsten der Verständlichkeit Negierungen beinhalten. Mit Ausnahme einiger Items der kontextuellen Merkmale, beabsichtigen die meisten Items die Erhebung objektiver Arbeitsmerkmale. Da die Stelleninhaber selbst die objektiven Merkmale beurteilen, handelt es sich beim WDQ um eine subjektive Erhebung objektiver Arbeitsplatzmerkmale.
Die Skala der motivationalen Merkmale beinhaltet zwei Subskalen, welche mit 44 Items erfasst werden. Auf die Art und Weise wie Aufgaben erledigt werden, sowie auf die Vielfalt und Beschaffenheit dieser beziehen sich die 24 Items motivationaler Aufgabenmerkmale. Dazu gehören die Autonomie bezüglich Planung, Entscheidungen und Methoden, sowie Aufgabenvielfalt, Wichtigkeit, Ganzheitlichkeit und Rückmeldung durch die Tätigkeit.

„Ich kann meine Arbeit so planen, wie ich es möchte (Planungsautonomie).“

Durch den Arbeitsplatz erforderliches Wissen und Fähigkeiten werden durch 20 motivationale Wissensmerkmale erhoben. Diese Merkmale werden in die Komplexität von Arbeitstätigkeiten, das Ausmaß an kognitiven Anforderungen, die Vielfalt an einzusetzenden Fähigkeiten, die Aufgabentiefe und anzuwendenden Problemlösungen untergliedert.

„Meine Arbeit beinhaltet oft den Umgang mit neuen Problemen (Problemlösungen).“

Die sozialen Merkmale eines Arbeitsplatzes werden mit 19 Items quantifiziert. Die Fragen verteilen sich auf die Subskalen Soziale Unterstützung (Austausch und Bindung zu Kollegen und Vorgesetzten), Interdependenz untergliedert sich in initiierte Interdependenz (Abhängigkeit anderer von der eigenen Arbeit) und rezipierte Interdependenz (Persönliche Abhängigkeit von der Arbeit anderer), Interaktion außerhalb der Organisation (Umfang an Kommunikation und Interaktion mit Personen außerhalb der Organisation, wie z. B. Kunden) und Rückmeldung (durch betriebsinterne Personen, wie Kollegen und Vorgesetzte).

„Bevor andere ihre Arbeit nicht gemacht haben, kann ich meine Arbeit nicht ausführen (rezipierte Interdependenz).“

Die kontextuellen Merkmale beziehen sich mit 14 Items auf die weitere Arbeitsumgebung und deren physischen Gegebenheiten. Die Subskalen beziehen sich auf die Bereiche Ergonomie, physische Anforderungen, Arbeitsbedingungen und Technikgebrauch.

„Es hat viel Zeit in Anspruch genommen, die Benutzung der technischen Geräte zu lernen (Technikgebrauch).“

Die Beantwortung der Items wird anhand einer fünfstufigen Likert-Skala gemessen. Die Antwortmöglichkeiten reichen von 1 = stimme überhaupt nicht zu über 2= stimme eher nicht zu, 3 = teils, teils und 4 = stimme eher zu bis zu 5 = stimme voll zu.

## Anwendung
Der WDQ dient einer umfassenden Betrachtung des Arbeitsplatzes, daher eignet er sich eher für breite, als konkrete Fragestellungen, wie z. B. Screening-Verfahren. Einzelne Merkmale werden im Gesamtzusammenhang betrachtet, um optimal von Vorzügen zu profitieren. Morgeson und Humphrey empfehlen den WDQ zur Analyse von förderlichen oder beeinträchtigenden Bedingungen am Arbeitsplatz, zur Evaluierung von Umgestaltungen oder für wissenschaftliche Fragestellungen. Für die Anwendung in der Praxis ergeben sich drei verschiedene Möglichkeiten.
Die erste Möglichkeit sind Einzeltestungen. Hier können geübte Stelleninhaber ihren Arbeitsplatz bewerten oder Experten Fremdbeurteilungen vornehmen. Die nächste Option ist die Erhebung tätigkeitshomogener Gruppen, also eine Sammlung von Personen, welche dieselbe Arbeit verrichten. Diese Untersuchung dient der zusammenfassenden Bewertung von Arbeitsmerkmalen. Tätigkeitshomogene Gruppen können bei wenigen Mitarbeitern vollständig erhoben werden oder es wird eine zufällige Auswahl an Mitarbeitern (siehe Stichprobe) getroffen, welche die jeweilige Tätigkeitsgruppe repräsentieren soll. Die dritte Möglichkeit ist die Erfassung tätigkeitsheterogener Gruppen. Das macht z. B insbesondere bei Aufgabenneuverteilungen innerhalb eines Teams Sinn. Gemischte Gruppen werden vollständig erhoben.

### Testdurchführung
Der WDQ kann klassisch mittels Papier- und Bleistiftverfahren eingesetzt werden oder computergestützt über das Hogrefe Testsystem (HTS-5). Im Manual werden drei verschiedene Durchführungsorte beschrieben. Unter optimalen Bedingungen findet die Bearbeitung des WDQ in einem hierfür vorgesehenen Raum statt. Dieser Raum soll den Mitarbeitern genug Platz bieten um den Fragebogen zu bearbeiten und frei von jeglichen Störungen wie Lärm oder unangenehmen Gerüchen sein. Ist diese Möglichkeit nicht gegeben können die Mitarbeiter die Fragen auch an ihrem Arbeitsplatz oder bei hohem zeitlichen Druck auch zu Hause in ihrer Freizeit bearbeiten. Die Bewahrung der Anonymität ist nicht zwingend notwendig, da der WDQ keine individuellen Fähigkeiten oder Qualitäten erfragt. Aus psychologischer Sicht ist die Gewährleistung der Anonymität jedoch ratsam da Mitarbeiter oft Angst vor negativen Konsequenzen haben und somit nicht wahrheitsgetreu antworten. Bei Einzelfallanalysen oder einer Teamevaluierung ist die anonyme Beantwortung nicht möglich.
Laut Manual kann die Durchführung des WDQ von Personalentwicklern selbst nach ausgiebigem Studium des Handbuchs erfolgen. Die Ergebnisinterpretation und Planung von Gestaltungsmaßnahmen soll jedoch unter arbeitspsychologischer Anleitung erfolgen.

### Testauswertung
Der HTS-5 ermöglicht zusätzlich zur automatisierten Auswertung, auch eine grafische Veranschaulichung von Unterschieden zwischen diversen Berufsgruppen. Bei der Anwendung des papierbasierten Fragebogens können Rohwerte manuell in das Testsystem eingetragen werden. Es ist auch eine vollständige händische Auswertung des Fragebogens möglich.
Höhere Scores sind positiv zu beurteilen, da sie mit Faktoren wie Arbeitszufriedenheit, Arbeitsmotivation und diversen Gesundheitsfaktoren zusammenhängen. Eine Ausnahme ist die Subskala physischer Anforderungen, bei der niedrigere Werte als förderlich erachtet werden. Die Subskalen Interdependenz, Interaktion außerhalb der Organisation und intensiver Technikgebrauch sind eher beschreibend als wertend anzusehen. Für die Beurteilung der Ergebnisse sind keine Normwerte vorhanden. Die Interpretation der Ergebnisse ist Personen mit arbeitspsychologischem Fachwissen und zusätzlichen Kenntnissen der zu beurteilenden Fähigkeit vorbehalten.

## Übersetzung
Die deutsche Übersetzung des englischsprachigen Originals (The Work Design Questionnaire) erfolgte durch Stegmann und Kollegen. Dabei behielten die Autoren die Beschaffenheit der englischen Skalen bei. Sie versuchten auch die Bedeutung einzelner Items so weit als möglich beizubehalten und achteten auf eine gute Lesbarkeit, sowie eine ökonomische Testanwendung. Alle Items wurden im Rahmen von Gruppensitzungen der Autoren diskutiert. Für unpraktikable Ausdrucksweisen, wie das unten stehende Beispiel veranschaulicht, wurden andere Formulierungen entwickelt. Die deutsche Version des WDQ wurde durch eine professionelle Dolmetscherin mit Diplom wieder in das Englische übersetzt und mit der Originalversion verglichen. Der deutsche WDQ weicht nur minimal von der Originalversion ab.
| Abweichung | Englisch                                                                 | Deutsch                                                                     |
| ---------- | ------------------------------------------------------------------------ | --------------------------------------------------------------------------- |
| kaum       | I have the opportunity to develop close friendships in my job.           | Bei meiner Arbeit habe ich die Möglichkeit, enge Freundschaften zu knüpfen. |
| stark      | The job is highly specialized in terms of purpose, tasks, or activities. | Meine Arbeit erfordert sehr spezifische Fertigkeiten.                       |

## Gütekriterien
Das deutsche Manual berichtet von vier Studien im deutschsprachigen Raum zur Überprüfung der Gütekriterien Reliabilität und Validität. Drei dieser Studien wurden in tätigkeitsheterogenen Kontexten durchgeführt. Die erste Studie diente der Pilotierung mit 115 Personen. Die Hauptstudie erhob die Antworten von 450 Arbeitenden und eine Wiederholungsmessung erhob weitere 54 Personen. Im tätigkeitshomogenen Kontext wurden 220 Krankenpfleger befragt.
Bisher liegt keine deutsche Normierungsstichprobe vor, um Schwellenwerte oder kritische Normwerte zu definieren. Das Manual beschreibt zur Orientierung die Mittelwerte und Varianzen der vier deutschen Validierungsstudien, sowie die Ergebnisse der amerikanischen Normstichprobe. Laut Veigl (2020) haben die Autoren auf eine Normierungsstichprobe verzichtet, da die Befragungsergebnisse kommunikativ vor Ort mit dem Management und den Beschäftigten validiert werden, und daraus etwaige Verbesserungen abgeleitet werden.
Das standardisierte Antwortformat gewährleistet eine objektive Durchführung, Auswertung und Interpretation des Fragebogens. Laut Weigl(2020) liegen noch keine empirischen Daten zur Bewertung der Objektivität vor.
Im Rahmen der Studien zur Überprüfung der Reliabilität wurden Test-Retest-Reliabilitäten und interne Konsistenzen berechnet. Die internen Konsistenzen zeigen gute bis sehr gute Ergebnisse, mit α-Werten von 0.72 bis 0.95 (maximaler Wert = 1.0). Die Ergonomie-Skala ist durch die Erfassung einer angemessenen Sitzplatzgestaltung am Arbeitsplatz, der Anpassbarkeit des Arbeitsplatzes an persönliche Bedürfnisse und der quantitativen Erfragung ob sich die Arbeitenden häufig strecken müssen, um etwas zu erreichen, diverser gestaltelt und zeigt somit mittlere Konsistenzen von α = 0.62 - 0.73. Die Skalen Soziale Unterstützung (α = 0.62), Rückmeldung durch andere (α = 0.64) und Rückmeldung durch die Tätigkeiten (α = 0.67) weisen ebenso mittlere Konsistenzen auf. Die Wiederholung der Befragung nach einem Zeitraum von drei Wochen (Test-Retest-Reliabilität) zeigt mittlere bis hohe Korrelationen (r = 0.62-0.92).
Die Überprüfung der Gültigkeit umfasste die faktorielle Validität, die Inhaltsvalidität und die Kriteriumsvalidität. Die Gültigkeit der 21-Faktoren-Struktur wurde mit der konfirmatorischen Faktorenanalyse überprüft und zeigt eine gute faktorielle Validität, im Vergleich zu Modellen mit geringerer Faktorenanzahl. Die Autoren verglichen das 21-Faktoren-Modell unter anderem mit einem 19-Faktoren-Modell, in welchem die drei Autonomie-Skalen (Autonomie bezüglich Planung, Entscheidungen und Methoden) zu einer gemeinsamen Autonomie-Skala subsumiert wurden. Die Inhaltsvalidität wurde durch Gruppenvergleiche zwischen verschiedenen Tätigkeitsfeldern überprüft. Stegmann und Kollegen überprüften die Unterschiedlichkeit von Arbeitsmerkmalen zwischen Selbstständigen und Angestellten, Personen mit und ohne Führungsverantwortung (Führungskräfte zeigen mehr Autonomie in ihren Tätigkeiten), Beschäftigte in personenbezogenen und anderen Dienstleistungsbereichen, sowie Personen mit längerer beruflicher Ausbildung im Vergleich zu ungelernten Personen (stärkere Ausprägung von Wissensmerkmalen bei längerer beruflicher Ausbildung).

## Rezeption und Kritik
Lisa Drescher und Tim Warszta an der Fachhochschule Westküste Heide untersuchten in einer Querschnittsstudie Einflussfaktoren auf die emotionale Bindung und Zugehörigkeit von Auszubildenden in Deutschland an ihre ausbildendes Unternehmen. Das Ziel dieser Untersuchung war es Maßnahmen abzuleiten um Lehrstelleninhaber erfolgreich zu binden. Die sechs WDQ-Items der Skala Soziale Unterstützung wurden in dieser Studie eingesetzt, um die Beziehung zu Arbeitskollegen und Vorgesetzten zu erfassen. Laut Autoren können die erfragten Beziehungen zu einer stärkeren Bindung an das Unternehmen führen.
Anna-Lena Peters, Michael Knoll und Dominik Dilba untersuchen die Wirkung der Personalisierung von Arbeitsplätzen. Die Forscher befragen 227 akademische Mitarbeiter deutscher Hochschulen. Der WDQ findet in dieser Studie durch die drei Items der Skala Autonomie seine Anwendung.
Nerdinger, Blickle und Schaper kritisieren in ihrem Lehrbuch Arbeits-und Organisationspsychologie die geringe Erhebungstiefe des WDQ. Da die Skalen nur wenige Items erfassen, können die theoretischen Konstrukte dahinter nicht in allen Facetten abgebildet werden. Weigl, Herbig und Hornung schreiben in ihrer Rezension des arbeitspsychologischen Fragebogens, dass die mangelnde theoretische Fundierung des WDQ eine Schwachstelle ist.
Marco Hellmann hat die nicht ausreichende Berücksichtigung technischer Faktoren innerhalb des WDQ kritisiert. Insbesondere im Zuge zunehmender Digitalisierungstendezen, können so die Konsequenzen einer soziotechnischen Arbeitsumgebung und Arbeitsgestaltung nicht ausreichend untersucht werden. Bei der Befragung von Beschäftigten aus Logistik und IT zeigt der Autor mögliche Verbindungen zwischen Faktoren des WDQ, Faktoren der Technikakzeptanz und digitalen Arbeitsumgebungen auf.